# 몽키댄스

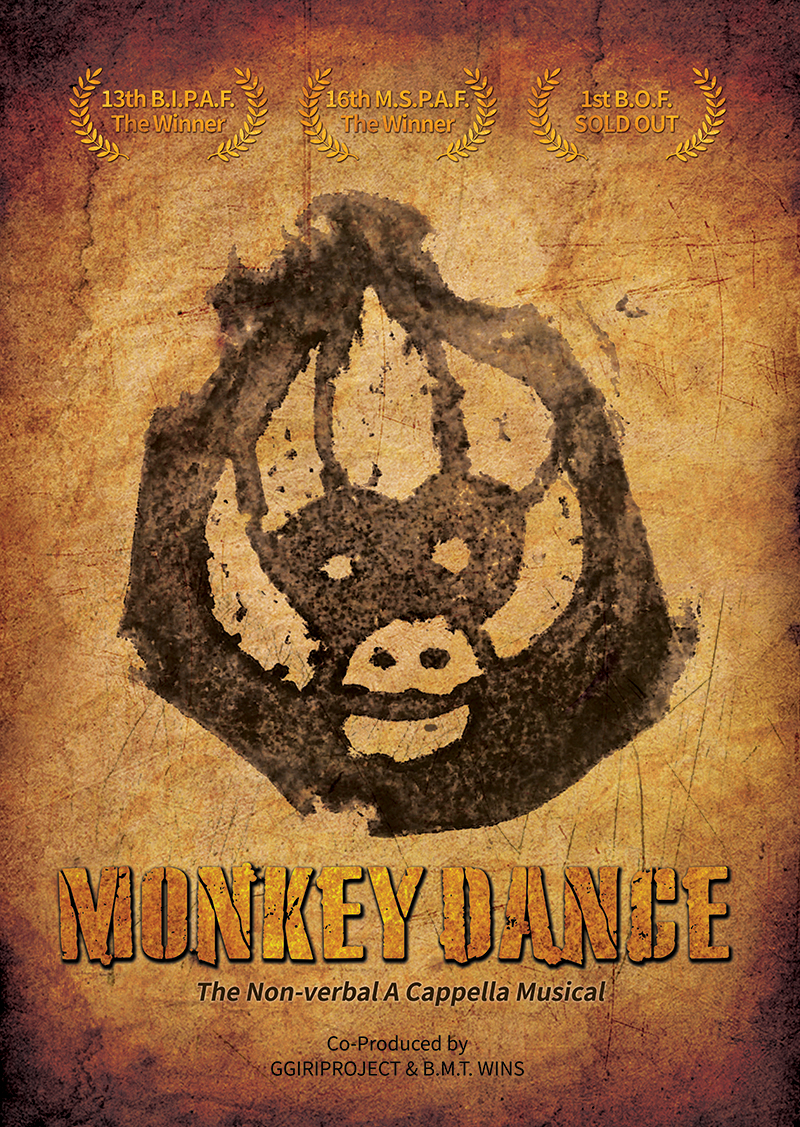
The Poster of Monkey Dance the Non-verbal A Cappella Musical

몽키댄스(영어:Monkey Dance)는 뮤지컬컴퍼니 끼리프로젝트와 부산 마샬아츠 트릭킹 윈즈가 공동제작하여 대한민국 부산 한결아트홀에서 2016년 3월 초연된 넌버벌 아카펠라 뮤지컬이다. 플레이DB 공연 이력

## 줄거리
원숭이의 장기를 인간에게 이식하는데 성공했다는 사실이 전 세계적으로 보도되며 의학계가 발칵 뒤집어진다. 장기이식팀 안영태 박사는 이 연구를 위해 인간과 유전자가 97.8% 유사하다고 하는 원숭이들의 혈액 샘플을 구하기 위해 머나먼 여정을 떠난다. 천신만고 끝에 원숭이들을 발견한 안영태 박사는 몰래 숨어서 그들을 관찰하다 어울리게 되고, 그들에게도 인간과 유사한 역할과 이름, 언어가 있고 음악을 즐긴다는 사실을 발견하고 놀라워한다. 그리고 점점 그들에게서 말보다는 가슴으로 소통하는 법을 배워나간다. 연구결과를 가져가야만 하는 시간이 점점 가까워지면서 자신의 명예와 부를 쫓을 것인지, 양심을 쫓을 것인지에 대한 안영태의 괴로움은 더욱 강해져가고, 원숭이들의 존재를 알아버린 불법 밀렵꾼들이 원숭이 마을을 습격해 그들을 짓밟는 모습을 보면서 같은 인간으로써 아무 도움을 줄 수가 없는 자신의 모습에 회의를 느낀다. 원숭이 마을의 지도자인 아따끼리 살룹스스 알라모또 알리에흐 끄-동또 브브까굴 꾸-무야가 밀렵꾼들의 총에 맞아 죽고 안영태는 그들을 뒤로 하고 마을을 떠난다. 원숭이를 찾아 떠난 박사의 뉴스가 이어지고, 안영태는 다시 마을로 돌아와 그들의 삶에 녹아든다.

### 장면구성
- 서장
- 탐험
- 첫만남
- 어울림
- 비움
- 사냥
- 선택

## 등장인물
- 안영태박사 : 원숭이의 장기를 사람에게 이식하는 연구를 위해 원숭이 마을을 찾아가는 장기이식팀 박사
- 아따끼리 살룹스스 알라모또 할리에흐 끄-동또 브브까굴 꾸-무야(노래하는 푸른 바람) : 원숭이 마을의 정신적 지주
- 부바 (춤추는 바위) : 말 없이 몸으로 이야기하는 원숭이
- 투탁 타타타 (달리는 산) : 가장 우직한 요리사 원숭이
- 삐-하 삐삐후 (요동치는 새벽이슬) : 가장 날렵한 원숭이
- 끼까끼까 (달콤한 발냄새) : 가장 눈치없는 원숭이
- 우우 (떨어지는 고요한 호수) : 무심하게 주변정리만 하는 가장 둔하고 미련한 원숭이
- 띠부-우 (한 입 베어먹은 사과) : 가장 예쁜 원숭이
- 또~~ㅇ (속삭이는 천둥번개) : 막간극 원숭이
- 쿠~~ㅇ (묵직한 잎새) : 가장 몸좋은 원숭이
- 아카펠라 코러스
  - 비트박스
  - 베이스기타
  - 테너
  - 바리톤
  - 소프라노
  - 알토

## 캐스트
- 안영태박사 : 김인하
- 아따끼리 살룹스스 알라모또 할리에흐 끄-동또 브브까굴 꾸-무야(노래하는 푸른 바람) : 이사라
- 부바 (춤추는 바위) : 최재언
- 투탁 타타타 (달리는 산) : 오세윤
- 삐-하 삐삐후 (요동치는 새벽이슬) : 김경민
- 끼까끼까 (달콤한 발냄새) : 박준수
- 우우 (떨어지는 고요한 호수) : 서준수, 이종호
- 띠부-우 (한 입 베어먹은 사과) : 김소연
- 또~~ㅇ (속삭이는 천둥번개) : 홍선주
- 쿠~~ㅇ (묵직한 잎새) : 김현목
- 아카펠라 코러스
  - 비트박스 : 리제이
  - 베이스기타 : 안수빈
  - 테너 : 김남현
  - 소프라노 : 이경민
  - 알토 : 윤민영

## 제작진

### 크리에이티브 팀
- 작 : 홍선주
- 연출 : 변진호
- 협력연출 : 김현목
- 작곡 : 강중환
- 안무 : 서승현
- 음악감독 : 이사라
- 퍼포먼스 디렉터 : 김태훈

### 기술진
- 무대디자인 및 제작 : I kNOw STAGE 이안호
- 의상디자인 및 제작 : 서보영 무대의상
- 소품 제작 : ITEM FACTORY
- 조명디자인 : 조세현

### 스태프
- 음향 오퍼레이터 : 이지연
- 조명 오퍼레이터 : 이영준
- 영상, 자막 오퍼레이터 : 이경민

## 수상 및 선정
- 제 13회 부산국제연극제 Go World Festival 대상[5]
- 제 16회 밀양여름공연예술축제 젊은 연출가전 무대예술:크리에이티브상[6]
- 2016 부산원아시아페스티벌 (BOF) Made In Busan 공식 컨텐츠 선정[7][8][9]